# Club Deportivo Metropolitano
El Club Deportivo Metropolitano fue un club de fútbol de Chile, con sede en la ciudad de Santiago. Fue fundado el 23 de agosto de 1933, y, tras ganar el campeonato de Serie B de 1938, ascendió a la máxima categoría profesional chilena en 1939, temporada en donde fueron eliminados en primera rueda.

## Historia
Fue fundado el 23 de agosto de 1933 en el barrio Independencia del sector norte de Santiago, y sus primeros jugadores provenían del Club Deportivo Nacional de Recoleta, cuya rama de fútbol cesó sus funciones en abril de 1933. Las primeras reuniones del club se efectuaron en la esquina de avenida Independencia con calle Echeverría.
Luego del ingreso al club de alumnos del Internado Nacional Barros Arana, Metropolitano conquistó los torneos de Apertura de la Asociación Santiago en 1936 y 1937, lo que le permitió entrar a la Serie B. En 1938 conquistaron el campeonato tras una gran campaña en la cual solo fueron derrotados en una ocasión, por lo que lograron ser aceptados en Primera División.
Su debut en la división de honor fue el 16 de abril de 1939 en el Estadio de Carabineros, en donde sufrieron una derrota por 0-5 frente a Universidad de Chile. En su segundo encuentro se inclinaron ante Universidad Católica por 1-2. En total, en nueve partidos disputados solo consiguieron un empate 4-4 frente a Santiago National. Metropolitano fue eliminado de la competencia luego de ocupar la última posición del campeonato, sin lograr haber ganado un partido.
El 12 de febrero de 1940 se fusionó con Juventus para formar a «Metropolitano-Juventus», club de corta duración ya que la fusión terminó el 27 de marzo del mismo año. Entre los años 1943 y 1945 el club se encontraba en la División de Ascenso.
El 24 de mayo de 1947 se fusionó con el Gimnástico Arturo Prat y pasó a denominarse «Gimnástico-Metropolitano». Este vínculo terminó en 1949, y ambos equipos continuaron compitiendo por separado. El 10 de febrero de 1953 adoptó el nombre de «Metropolitano Lanús», con el cual dejó paulatinamente de competir.

## Datos del club
- Temporadas en Primera: 1 (1939)
- Peor puesto en Primera: 10º (1939)

## Palmarés

### Torneos nacionales
- Serie B Profesional (1): 1938.
- Subcampeón de la División de Ascenso (1): 1943.[8]

### Torneos locales
- Torneo de Apertura de la Asociación Santiago (2): 1936, 1937.[2]